# Informelle Insolvenzprognoseverfahren
Mit informellen Insolvenzprognoseverfahren werden Insolvenzprognoseverfahren bezeichnet, bei denen menschliche Kreditanalysten Insolvenzprognosen auf Basis ihrer Intuition und persönlichen Erfahrung erstellen. Dabei stehen ihnen gegebenenfalls Checklisten bzw. (mehr oder weniger detaillierte und präzise) Leitfäden bzw. Verfahrensvorschriften zur Verfügung.

## Empirische Befunde zur Schätzgüte
Unbestritten ist zunächst, dass Kreditnehmer billiger, schneller und transparenter durch standardisierte Verfahren bewertet werden können als im Rahmen individueller Analysen durch menschliche Bewerter. Aus diesem Grund sind bei den meisten Banken die Bewertungen von Kleinkrediten weitgehend standardisiert bzw. sogar automatisiert.
Darüber hinaus herrscht bei Banken und Ratingagenturen jedoch die Meinung vor, dass – stellt man ihnen genügend Zeit und Ressourcen zur Verfügung – erfahrene Analysten jedes statistische Modell schlagen könnten. Schließlich beschränkten sich deren Analysen nicht nur auf die Auswertung einiger weniger Finanzkennzahlen, sondern umfassten sämtliche als relevant erachteten Aspekte des Unternehmens und seines Umfelds. Dies wird nicht zuletzt auch von aufsichtsrechtlicher Seite eingefordert. Bei der Kreditrisikoanalyse natürlicher Personen ist die ausschließliche Verwendung statistischer Modelle sogar gesetzlich verboten (auch wenn dieses Verbot häufig nicht beachtet wird).
In einer Metaanalyse von über 100 Studien aus verschiedenen Wissenschaftsgebieten zeigt sich zwar, dass Individuen mit geringem Fachwissen erheblich genauere Prognosen als nichtinformierte Individuen erstellen können, dass aber darüber hinaus zusätzliches Fachwissen zu keinem Zuwachs der Prognosegenauigkeit führt und dass die Güte selbst sachkundiger menschlicher Entscheider einfachen statistischen Prognoseverfahren unterlegen ist.
Auch vergleichbare Studien speziell zum Thema Insolvenzprognose zeigen, dass menschliche Kreditanalysten, denen die Jahresabschlussinformationen von zu beurteilenden Unternehmen zur Verfügung gestellt wurden, mit Hilfe der darin enthaltenen Informationen Insolvenzprognosen abgeben können, die mit den späteren Insolvenzereignissen korrelieren. Allerdings liegt die Qualität der Analystenprognosen nicht nur deutlich unter der Qualität einfacher statistischer Verfahren (siehe beispielsweise Diskriminanzanalyse, Logistische Regression oder Entscheidungsbaumverfahren), sondern sogar noch unter der univariaten Trennschärfe einzelner Finanzkennzahlen. Zur Erklärung dieser enttäuschenden Befunde lassen sich zwei grundlegende Theorien zur Beschreibung menschlichen Verhaltens heranziehen:
- Erstens unterliegen Menschen zahlreichen Beschränkungen und systematischen Verzerrungen.[14] Diese werden in einem aktuellen Forschungsgebiet der Finanzwissenschaft, der verhaltensbasierten Finanzwissenschaft (behavioral finance) thematisiert und
- zweitens werden opportunistisch-eigennützig handelnden Kreditanalysten, die sich in einer Vertragsbeziehung mit ihrer Bank befinden, möglicherweise Anreize gesetzt, ihre Prognosen systematisch zu verzerren. Derartige Anreizprobleme zwischen Vertragspartnern bei Vorliegen unvollständiger Informationen oder Verträgen werden im Rahmen der Neuen Institutionenökonomik, speziell der Prinzipal-Agent-Theorie (principal-agent-theory), behandelt.

Beide Punkte werden in den folgenden Abschnitten erläutert. Es ist aber anzunehmen, dass zumindest bei den zitierten Studien Anreizprobleme keine wesentliche Rolle spielten, sondern dass die durch Irrationalitäten ausgelösten Beeinträchtigungen der Prognosefähigkeit menschlicher Entscheider bereits hinreichend groß sind, um die Unterlegenheit gegenüber einfachen statistischen Verfahren zu erklären.

### Irrationale Informationsverarbeitung
Da keine umfassende, bewährte Theorie zur Erklärung und Prognose von Unternehmensinsolvenzen existiert und da menschliche Entscheider nicht über die Speicherfähigkeit und Verarbeitungskapazität moderner Computer verfügen, um zumindest empirisch fundierte Prognosen zu treffen, sind Kreditanalysten bei der Abgabe von Insolvenzprognosen stets auch auf ihre eigene Intuitionen, Erfahrungen und Erinnerungen angewiesen. Es ist jedoch bekannt, dass die unter diesen Umständen abgegebenen Prognosen menschlicher Entscheider systematischen Fehlern unterliegen.
Im Kontext der Kreditrisikoanalyse von besonderer Relevanz sind hier die Überinterpretation zufälliger Ereignisse (law of small numbers), das Ignorieren allgemeinerer Statistiken bei Vorliegen besonders einprägsamer individueller Erinnerungen (Verfügbarkeitsheuristik, availability heuristic) und die Beharrlichkeit einmal vorgefasster Meinungen (belief perseverance, anchoring), welche unter anderem durch die selektive Wahrnehmung neuer Informationen verursacht wird (confirmatory bias). Dabei werden Informationen, die der vorgefassten Meinung des Analysten entsprechen als besonders glaubwürdig empfunden, widersprechende Informationen werden tendenziell ignoriert oder fehlinterpretiert. Ferner erhöhen sich die wahrgenommenen Eintrittswahrscheinlichkeiten von Ereignissen, sobald diese Ereignisse tatsächlich eingetreten und den Individuen bekannt geworden sind. Die Individuen glauben deshalb auch, dass sie diese Ereignisse mit ihrem Wissen gut hätten vorhersagen können (Rückschaufehler, hindsight bias). Gerade Experten überschätzen in einer Umwelt mit geringer Vorhersagbarkeit die Genauigkeit ihrer Prognosen. Theoretisch lassen sich durch einen konsequenten Abgleich vergangener Prognosen mit tatsächlich eingetretenen Insolvenzereignissen individuelle Prognosefehler erkennen und, falls die individuellen Prognosen ausreichend begründet und dokumentiert wurden, auch die Ursachen für die begangenen Fehler identifizieren, so dass Lernprozesse zur Verbesserung der individuellen Prognosefähigkeit auslöst werden können. Leider haben Banken es in der Vergangenheit, beispielsweise aufgrund von Fusionen oder Änderungen ihrer Ratingmethodik, meist versäumt, die benötigten Daten konsequent zu erfassen und zu pflegen.
Bis in die jüngere Vergangenheit war deshalb gerade kein systematischer Abgleich zwischen individuellen Prognosen und tatsächlichen Insolvenzereignissen möglich. Erst durch die Regelungen von Basel II werden die Banken verpflichtet, entsprechende Datenbanken anzulegen und ihre Ausfallprognosen regelmäßig zu validieren. Trotz dieser aufsichtsrechtlichen Auflagen werden aber auch in Zukunft die Bedingungen für ein erfolgreiches individuelles Lernen menschlicher Analysten aus den folgenden Gründen sehr schlecht sein:
- Nur im Fall von extremen Ausfallprognosen, d. h. bei prognostizierten Ausfallwahrscheinlichkeiten von 0 % oder 100 %, ist es prinzipiell möglich, auf Basis einzelner Beobachtungen Prognosen zweifelsfrei als „richtig“ oder „falsch“ bzw. „gut“ oder „schlecht“ zu bewerten. In der Regel kann die Qualität der Prognosen nur mit einer statistischen Unschärfe bestimmt werden. Da Insolvenzen seltene Ereignisse sind, lässt sich auch auf Basis von mehreren hundert (!) Prognosen und zugehörigen Ausfallrealisationen (Insolvenzen vs. Nicht-Insolvenzen) die Prognosefähigkeit eines menschlichen Analysten nur mit einer sehr großen Unsicherheit bestimmen.[26]

- Je nach intendiertem Prognosehorizont können Prognosefehler nur mit einer relativ langen zeitlichen Verzögerung erkannt werden. Banken legen ihren Ratings meist einen Gültigkeitshorizont von einem Jahr zugrunde, Ratingagenturen einen längeren, nicht genau spezifizierten Horizont.[27]

Eine zuverlässige und zeitnahe Rückmeldung über die Qualität individueller Prognosen einzelner Analysten ist damit praktisch nicht möglich. Eine statistisch aussagekräftige Validierung ist letztlich nur für automatisierbare Verfahren möglich, die eine hinreichend große Menge an Prognosen generieren können. Mit diesem Argument wird auch die Existenzberechtigung all jener Ratingagenturen infragegestellt, die einerseits nur über eine geringe Kundenbasis (track record) verfügen und deren Ratingurteile andererseits im Wesentlichen auf nicht automatisierbaren Bewertungsprozeduren, insbesondere subjektiven Analystenurteilen, beruhen. So wurden von den zahlreichen seit 1998 in Deutschland gegründeten Ratingagenturen bislang nur ca. 300 Ratings erstellt, von denen wiederum nur 30 veröffentlicht wurden.

### Institutionelle Fehlanreize
Neben den im vorherigen Abschnitt dargelegten Gründen für eine geringe Prognosefähigkeit menschlicher Entscheider, die auf irrationales Lernverhalten zurückzuführen sind, kann auch rationales Verhalten, hier jedoch im Sinne von opportunistisch-eigennützigem Verhalten, Ursache für eine schlechte Prognosequalität menschlicher Insolvenzprognosen sein. Opportunistisch-eigennütziges Verhalten kann sich zum einen darin äußern, dass der Analyst, dessen Tätigkeit seitens des Auftraggebers, beispielsweise einer Bank, nur unvollständig beobachtet werden kann, die ihm übertragenen Aufgaben nicht mit der erforderlichen Sorgfalt erledigt, um Zeit zu sparen – oder dass er durch gezielte Manipulationen das Ratingergebnis in eine für ihn genehme Richtung lenken wird. In erstgenannten Fall wird das Rating tendenziell unsystematisch bzw. mit einer „Tendenz zur Durchschnittlichkeit“ beeinflusst, um keine unangenehmen Nachfragen zu provozieren. Im zweiten Fall wird es systematisch, tendenziell positiv, verzerrt. Anreizprobleme letzter Art liegen vor allem dann vor, wenn Ratings durch Kundenbetreuer (relationship manager) erstellt werden bzw. beeinflusst werden können und nicht durch spezielles Ratingpersonal.
Je schlechter der Kundenbetreuer das ihm zugeordnete Unternehmen bewertet, desto niedriger ist die Profitabilität, welche die Bank dem Engagement beimisst und desto geringer ist typischerweise das Kreditvolumen, das die Bank an den Kunden zu vergeben bereit ist. Wird die Kompensation des Kundenbetreuers an das vergebene Kreditvolumen und/oder an die von der Bank erwartete Profitabilität des Engagements gekoppelt, so hat der Kundenbetreuer starke Anreize, das Rating positiv zu verzerren.

## Kritische Würdigung
Die bisherigen Studien zeigen, dass sich aus den aufgeführten Kritikpunkten für die anzustrebende Rolle menschlicher Analysten im Bonitätsermittlungsprozess Konsequenzen ergeben. Menschen, die jeden Einzelfall nach ständig neuen, nur ihnen bekannten Regeln bewerten, können keine bessere Insolvenzprognosen als solche Menschen erstellen, die dies nach offengelegten, relativ starren und unflexiblen, dafür aber empirisch überprüften und kalibrierten Regeln tun – typischerweise mit Unterstützung eines Computers und unter Verwendung statistischer Insolvenzprognoseverfahren. Hat eine Bank einmal ein empirisch validiertes Insolvenzprognoseverfahren entwickelt, muss sich die weitere Rolle des Menschen im Bonitätsermittlungsprozess aber nicht auf die Erhebung weitgehend ermessensfrei feststellbarer Daten beschränken. Zahlreiche Untersuchungen zeigen, dass durch die Einbeziehung von „weichen Faktoren“ wie „Marktposition“ oder „die Qualität des Managements“, die durch menschliche Mitarbeiter subjektiv bewertet werden müssen, die Prognosequalität gegenüber ausschließlich auf harten Faktoren beruhenden Insolvenzprognosen verbessern lässt. Im Gegensatz zu menschlichen Insolvenzprognosen scheinen menschliche Werturteile konkreter Sachverhalte nützliche, zusätzliche Informationen zu enthalten.
Empirische Untersuchungen zeigen übereinstimmend, dass menschliche Entscheidungsträger bei der Bewertung qualitativer Merkmale von Unternehmen nicht nur im Durchschnitt deutlich bessere Bonitätsnoten vergeben als statistische Verfahren bei der Bewertung von Jahresabschlusskennzahlen, sondern dass diese Bewertungen auch deutlich weniger differenziert ausfallen, d. h., dass deren Streuung geringer ist. Durch geeignete Transformations- und Aggregationsverfahren lassen sich die gewünschten Verteilungseigenschaften der Daten herstellen. Problematisch ist hingegen die geringe Reliabilität menschlicher Werturteile.